# Benavente
|  | Per a altres significats, vegeu «Benavente (Portugal)». |

Benavente és un municipi de la província de Zamora, a la comunitat autònoma de Castella i Lleó. Limita amb els municipis de Villanueva de Azoague, Santa Colomba de las Monjas, Santa Cristina de la Polvorosa, Villabrázaro, San Cristóbal de Entreviñas i Castrogonzalo.

## Demografia
|          | 1900   | 1910   | 1920   | 1930   | 1940   | 1950   | 1960   |
| -------- | ------ | ------ | ------ | ------ | ------ | ------ | ------ |
| Població | 4.959  | 5.423  | 5.796  | 6.384  | 7.884  | 9.909  | 11.080 |
|          | 1970   | 1981   | 1991   | 2001   | 2006   | 2007   | 2010   |
| Població | 11.779 | 12.509 | 14.424 | 16.844 | 18.675 | 18.744 | 19.990 |

## Administració
| Període      | Nom de l'alcalde/-essa               | Partit polític | Data de possessió |
| ------------ | ------------------------------------ | -------------- | ----------------- |
| 1979 - 1983  |                                      |                | 19/04/1979        |
| 1983 - 1987  | Emilio Cadenas                       | PSOE           | 28/05/1983        |
| 1987 - 1991  | Emilio Cadenas                       | PSOE           | 30/06/1987        |
| 1991 - 1995  | Jesús María Saldaña Vallés           | CDS            | 15/06/1991        |
| 1995 - 1999  | Antonio Zapatero                     | PP             | 17/06/1995        |
| 1999 - 2003  | Antonio Zapatero y Saturnino Mañanes | PP             | 03/07/1999        |
| 2003 - 2007  | Manuel García Guerra                 | PSOE           | 14/06/2003        |
| 2007 - 2011  | Saturnino Mañanes                    | PP             | 16/06/2007        |
| 2011 - 2015  | n/d                                  | n/d            | 11/06/2011        |
| 2015 - 2019  | n/d                                  | n/d            | 13/06/2015        |
| 2019 - 2023  | n/d                                  | n/d            | 15/06/2019        |
| Des del 2023 | n/d                                  | n/d            | 17/06/2023        |